# Cloyd Island
Cloyd Island ist eine 1,0 km lange Felseninsel im südlichen Teil des Archipels der Windmill-Inseln vor der Budd-Küste des ostantarktischen Wilkeslands. Sie liegt zwischen den Inseln Ford Island und Herring Island.
Die Insel wurde anhand von Luftaufnahmen der US-amerikanischen Operation Highjump (1946–1947) und Operation Windmill (1947–1948) erstmals kartiert. Das Advisory Committee on Antarctic Names benannte sie 1956 nach J. R. Cloyd, Beobachter für Armeetransporte der United States Navy bei der Operation Windmill zur Errichtung astronomischer Beobachtungsstationen im Januar 1948.